# Lew Fienin
Lew Aleksandrowicz Fienin ros. Лев Александрович Фенин (ur. 1886, zm. 18 listopada 1952) – rosyjski i radziecki aktor teatralny i filmowy.

## Życiorys
Lew Fienin urodził się w 1886 roku. Do 1908 roku studiował prawo na Uniwersytecie Petersburskim oraz jednocześnie pobierał lekcje gry aktorskiej u znanych ówcześnie aktorów petersburskich teatrów. Jego debiut teatralny miał miejsce w 1904 roku na deskach stołecznego Nowego Teatru Dramatycznego Wiery Komissarżewskiej. Następnie, w latach 1909–1917 występował w (również stołecznym) teatrze małych form „Krzywe Zwierciadło”. 1922–1937 – aktor moskiewskiego Teatru Kameralnego. W 1928 zaczął występować w filmie.

## Filmografia (wybór)
- 1928 – Ledianoj dom – generał Uszakow
- 1928 – Chromoj barin – Wania Obrazcow
- 1934 – Żywy bóg – Farach-Szu
- 1934 – Petersburskie noce – kamienicznik
- 1938 – Aleksander Newski – biskup
- 1938 – Walka trwa – dyrektor Rukwit
- 1939 – Minin i Pożarski – porucznik Smith
- 1947 – Dusze czarnych – gubernator
- 1947 – Wiosna – aktor
- 1948 – Młoda gwardia – ojciec Siergieja Tiulenina
- 1948 – Konstantin Zasłonow – Hammer
- 1949 – Spotkanie nad Łabą – epizod
- 1950 – W dni pokoju – cudzoziemski admirał
- 1950 – Musorgski – Karcew
- 1950 – Tajna misja – kamerdyner Lünes
- 1952 – Sadko – przywódca Waregów
- 1953 – Admirał Uszakow – Robet Ainslie